# Хронологија инвазије Русије на Украјину (новембар 2023)
Овај чланак обухвата дешавања која су се догодила у новембру 2023. године, за време инвазије Русије на Украјину.

## Хронологија

### 1. новембар
Украјински званичници су саопштили да је рафинерија нафте у Кременчуку, у централној Украјини, запаљена у нападу руског дрона. Због овог напада прекинуто је снабдевање електричном енергијом у три села, а такође су и оштећени железнички далеководи у оближњем региону.

### 2. новембар
Русија је упозорила да Украјина ризикује нуклеарну катастрофу након што су руске снаге обориле девет украјинских дронова близу атомске централе Запорожје, највеће атомске електране у Европи. Руско министарство одбране тврди да су беспилотне летелице покушале пореметити ротацију особља ИАЕА које ради на локацији у близини града Енергодара.

### 3. новембар
Америчка администрација одобрила је нови пакет помоћи Украјини у вредности од 125 милиона долара, укључујући системе противваздушне одбране, оружје и возила, саопштио је амерички државни секретар Ентони Блинкен. Пакет, објављен у складу са смањеним буџетом за Украјину, има за циљ јачање украјинске противваздушне одбране.

### 4. новембар
Оружане снаге Украјине саопштавају да су руске снаге извршиле напад крстарећим и балистичким пројектилима на Дњепропетровску и Полтавску област. Такође, објављено је да су у овим нападима уништена три ракетна система Искандер-К.

### 5. новембар
На аеродрому Дњепар у Дњепропетровској области, руске снаге су уништеле складиште авионске муниције Оружаних снага Украјине. Том приликом дошло је до значајних оштећења инфраструктуре на аеродрому, укључујући објекат за складиштење муниције, према изјави портпаролке јужног војног команданта Натале Хуменјук на онлајн брифингу. Погођене су зграде магацина у луке и приватне куће, али су ватрогасци брзо угасили избијене пожаре.

### 6. новембар
Украјинско Одељење за стратешке комуникације Оружаних снага Украјине саопштило је да је погођен руски ракетни носач "Асколд" на Криму.
"Потврђено је да је руски ракетни носач 'Асколд', најновији брод пројекта 'Каракурт' са стелт технологијом, оштећен као последица оштећења поморске и лучке инфраструктуре фабрике Залив на привремено окупираном Криму", саопштило је Украјинско Одељење за стратешке комуникације.

### 7. новембар
Бивши председник САД Доналд Трамп одбио је позив украјинског председника Володимира Зеленског да посети Украјину како би се уверио у размере напада Русије. Трамп је додао да поштује Зеленског, али да би посета у овом тренутку била "неприкладна".
Председник Украјине Володимир Зеленски изразио је заблагодарност Холандији и премијеру Марку Рутеу након испоруке пет холандских борбених авиона Ф-16. Холандија је данас послала Румунији пет борбених авиона Ф-16, који ће бити коришћени за обуку украјинских пилота. Зеленски је истакао да је ова испорука знак снажне подршке Украјини од стране Холандије и да се радује брзом украјинском учешћу тих авиона на небу.

### 8. новембар
Француска влада ће апроприрајти додатних 200 милиона евра за подршку Украјини. Ова средства ће омогућити кијевском руководству да настави куповину француског оружја за украјинску војску. Француски министар одбране, Себастијан Лекорну, изложио је предлог пред парламентом и најавио да ће Париз предоставити одговарајуће кредите у наведеном износу.
Посланик из Луганске области, коју је Русија припојила, Михаил Филипоненко, погинуо је у Луганску у експлозији бомбе која је постављена под његов аутомобил. Локалне власти су саопштиле ову вест. Важно је напоменути да је покушај убиства Филипоненка изведен и 21. фебруара 2022. године, када су он и његов возач повређени.

### 9. новембар
Председник Украјине Володимир Зеленски потписао је законе о продужењу ратног стања и опште мобилизације за 90 дана - до 14. фебруара 2024. године. Врховна рада је 8. новембра усвојила законе о одобравању председничких декрета у вези са продужењем ванредног стања и опште мобилизације у Украјини од 16. новембра за 90 дана, односно до 14. фебруара 2024. године.

### 10. новембар
Министарство одбране Украјине тврди да су код Крима снаге те земље погодиле десатине чамаца Црноморске флоте. Реч је о чамцима класа Серна који су превозили војнике и оклопна возила, посебно БТР-82. Такви чамци имају велику брзину, могу примити до 45 тона терета и 92 војника.
Министарство одбране Уједињеног Краљевства изјављује да је обучило до сада 30.000 украјинских регрута у оквиру операције "Интерфлек". Ова операција представља највећи програм војне обуке ове врсте на британском тлу од Другог светског рата и обавља се на различитим локацијама широм Британије. Програм укључује добровољце-рекруте који су се придружили украјинским оружаним снагама.

### 11. новембар
Услед гранатирања, део становништва Доњецке, Запорошке, Сумске, Черниговске, Харковске и Херсонске области остао је без напајања електричном енергијом. Руске снаге напале су енергетску инфраструктуру, оштећујући бројне трафостанице и далеководе, преносећи информације преко прес-службе Министарства енергетике.

### 12. новембар
Током дана, Кијев је изгубио више од 630 војника на свим правцима, а највећи губици украјинских снага догодили су се на доњецком правцу, где је погинуло или рањено око 305 војника.

### 13. новембар
У последња 24 сата, Украјинске и руске војне снаге су се сукобиле у 69 војних окршаја, према саопштењу Украјинског генералштаба. У правцу Марјинке, украјински војници су одбили 24 напада, док су се суочили са 11 напада у правцу Купјанска.

### 14. новембар
Украјински председник Володимир Зеленски изјавио је да су руске трупе повећале број јуриша у градовима Авдејевка и Купјанск, као и на доњецком правцу.
Министарство унутрашњих послова Финске разматра могућност ограничења рада или чак затварања граничних прелаза са Русијом, изјавила је министарка Мари Рантанен. Прошле недеље, 71 избеглица прешла је финску границу из Русије.
Словачки министар одбране Роберт Калињак је обавесто генералног секретара НАТО-а Јенса Столтенберга да Словачка више неће снабдевати Украјину оружјем и муницијом, саопштило је словачко Министарство одбране. Ипак, Словачка ће наставити да подржава Украјину са широким спектром хуманитарне помоћи и техничке подршке, чија употреба не доводи до смрти, наведено је у саопштењу.

### 15. новембар
Из Министарства одбране Русије:
Украјински МиГ-29 оборен је у рејону Павлограда, док је пресретнуто седам ракета Хајмарс.
На Купјанском правцу одбијена су два напада Оружаних снага Украјине у подручју Синковке. Око 30 војника је ликвидирано, а уништен је тенк и два камионета.
Руске снаге не одустају од покушаја опкољавања Авдејевке, саопшила је Украјинска војска. Генералштаб Оружаних снага Украјине извештава да је у последњих 24 сата дошло до преко 60 војних окршаја.

### 16. новембар
На правцу Купјанска, јединице групе снага „Запад“ су током активних дејстава уз подршку авијације и артиљеријске ватре одбиле три напада јуришних група 30. и 67. механизоване бригаде Оружаних снага Украјине у рејонима Украјине. Насеља Синковка и Загорујковка, Харковска област.
Непријатељски губици су износили до 110 војника, тенк, два борбена возила пешадије, као и артиљеријски систем М777 америчке производње.

### 17. новембар
Скоро 20.000 Украјинаца илегално је напустило земљу од почетка рата како би избегли мобилизацију. Неки су препливали реке, други су прелазили границу преко ноћи, наводи британски јавни сервис. Још толико мушкараца је покушало да побегне из државе, али их је у томе зауставила гранична полиција. Сада им прети казна и до осам година затвора. Откако је почела руска инвазија, Украјина је забранила мушкарцима да напусте земљу без оправданог разлога за изузеће из војне службе, међутим, како наводи британски јавни сервис, многи ипак покушавају да побегну.
Влада Холандије изdвојила је додатне две милијарде евра војне помоћи Украјини током 2024. године, пренео је Ројтерс. Ова помоћ представља само део ширег пакета који ће Холандија обезбедити Украјини следеће године. Пакет такође укључује додатна 102 милиона евра за реконструкцију и хуманитарну помоћ, а његов износ може бити повећан током године ако буде потребно.

### 18. новембар
На правцу Доњецка, јединице групе трупа Восток, у сарадњи са армијском авијацијом и артиљеријом, одбиле су напад 79. ваздушно-јуришне бригаде Оружаних снага Украјине у рејону насеља Новомихајловка, Доњецка Народна Република, а такође је нанео пожарну штету људству и техници 128. јединице територијалне одбране у рејону села Старомајорске, Доњецка Народна Република.
Непријатељски губици су износили до 70 војника, два оклопна транспортера, два возила, као и противбатеријска радарска станица АН/ТПК-50 америчке производње.

### 19. новембар
Финске одбрамбене снаге подржавају граничне страже на оперативним граничним прелазима са Русијом, након затварања још четири прелаза, изјавио је данас капетан финске граничне страже Јоуко Кинунен. "На граничном прелазу Вартиус почиње изградња привремених ограда у граничном појасу. Оружане снаге пружају помоћ граничној стражи, а у непосредној близини баријера граде се заштитни објекти, односно привремене баријере на државној граници.
Украјинске снаге почеле су да се повлаче из северних и јужних области града Авдејевке након што су руске снаге пробиле њихове одбрамбене линије.

### 20. новембар
Сједињене Америчке Државе ће обезбедити Украјини нови пакет војне помоћи у вредности од 100 милиона долара, најавио је шеф Пентагона Лојд Остин током посете Кијеву. Ова помоћ укључиваће муницију за артиљерију и системе противваздушне одбране, као и противтенковско оружје.

### 21. новембар
Министар одбране Немачке, Борис Писторијус, изјавио је током посете Кијеву да ће та земља подржати Украјину новим пакетом војне помоћи у вредности од 1,3 милијарде евра. Ова помоћ укључује и додатну јединицу противваздухопловног система "ИРИС-Т". Пакет подршке такође обухвата 20.000 артиљеријских граната калибра 155 милиметара, као и противтенковске мина, изјавио је Писторијус на састанку са украјинским колегом Рустемом Умеровимс.

### 22. новембар
Председник Украјине, Володимир Зеленски, изјавио је да се трупе те земље суочавају с "тешким" одбрамбеним операцијама на деловима источног фронта, усред велике зимске хладноће. Ипак, напоменуо је да снаге на југу и даље спроводе офанзивне акције, изјавивши: "Тешко време и тешка одбрана на фронтовима Лиман, Бахмут, Доњецк и Авдејевка, али се и даље спроводе офанзивне акције на југу".

### 23. новембар
Руске снаге су уништле складиште авионских бомби украјинске војске, ракетни систем С-300 и обориле МиГ-29 у Хмељницкој области, саопштило је руско министарство одбране.
Велика Британија до сада је обучила 30.000 украјинских регрута од јуна прошле године, саопштило је Министарство одбране те земље. Обуку је помогло војно особље из "10 партнерских земаља", додаје се у објави.То укључује Канаду, Шведску, Данску, Норвешку, Холандију, Финску, Аустралију и Нови Зеланд.

### 24. новембар
Данско министарство одбране саопштило је да ће ова земља током ове године увећати војну помоћ Украјини за 336,65 милиона долара.
Финска је привремено затворила све осим једног од својих осам путничких прелаза ка Русији. Ова мера долази у среду као одговор на пораст броја миграната из земаља као што су Авганистан, Кенија, Мароко, Пакистан и Сомалија, који су претходних недеља ушли у Финску преко руске границе.
Горњи дом немачког парламента, Бундесрат, одобрио је продужење статуса заштите за украјинске тражиоце азила до марта 2025. године, усклађујући се са одлуком доњег дома Бундестага. За датум до кога важе боравишне дозволе за избеглице из Украјине, оне ће бити валидне до 4. марта 2025. године. Тренутно, око 1,1 милион Украјинаца настанило се у Немачкој од почетка сукоба са Русијом у фебруару 2022. године.

### 25. новембар
Два украјинска војна авиона МиГ-29 оборена су системима противваздушне одбране у областима око Першотравенска и Брагиновке у Дњепропетровској области, преноси саопштење руског Министарства одбране. Истовремено, руска противваздушна одбрана успешно је пресрела ракету ХИМАРС и 18 украјинских дронова у областима Луганске и Донецке народне републике, као и у Херсонској области.

### 26. новембар
Руске противваздушне одбрамбене снаге пресреле су 53 украјинске беспилотне летелице током последњих 24 сата, као и уништено 17 ракетних пројектила из вишецевних ракетних система 'Химарс'", саопштило је руско Министарство одбране.

### 27. новембар
Руске трупе на доњецком правцу погодиле су станицу за електронско ратовање Буковељ-АД и земуницу Оружаних снага Украјине, као и уништене непријатељске магацине муниције у подручју Красногоровке.

### 28. новембар
Чеченски лидер Рамзан Кадиров изјавио је да је још 3.000 његових бораца спремно да оде да се бори у Украјини, у саставу јединица руског Министарства одбране и снага руске националне гарде. Кадиров је у мају изјавио да је Чеченија од почетка рата Русије и Украјине послала више од 26.000 бораца да се у Украјини боре у саставу руских снага.

### 29. новембар
Европска унија је до сада испоручила Украјини око 300.000 од обећаних милион артиљеријских граната, изјавио је данас украјински министар спољних послова Дмитро Кулеба током посете НАТО самиту у Бриселу.

### 30. новембар
Из Артемовска стижу извештаји да су руске трупе постигле успех на јужном крилу. Након што су руске снаге претходног дана ослободиле Хромово западно од Артемовска, јуришне јединице, уз подршку артиљерије и авијације, кренуле напред на југ од града, што је довело до повлачења украјинске војске са територија у области Клешчејевке и Андрејевке.